# Mellomgärdessjö
Mellomgärdessjö är en sjö i Vårgårda kommun i Västergötland och ingår i Göta älvs huvudavrinningsområde. Sjön har en area på 0,114 kvadratkilometer och ligger 135,1 meter över havet.

## Delavrinningsområde
Mellomgärdessjö ingår i det delavrinningsområde (642720-132134) som SMHI kallar för Ovan Lillån. Medelhöjden är 172 meter över havet och ytan är 32,58 kvadratkilometer. Räknas de 8 avrinningsområdena uppströms in blir den ackumulerade arean 226,81 kvadratkilometer. Säveån som avvattnar avrinningsområdet har biflödesordning 2, vilket innebär att vattnet flödar genom totalt 2 vattendrag innan det når havet efter 101 kilometer. Avrinningsområdet består mestadels av skog (68 %), öppen mark (13 %) och jordbruk (16 %). Avrinningsområdet har 0,26 kvadratkilometer vattenytor vilket ger det en sjöprocent på 0,8 %.